# Morti il 24 luglio
| Questa pagina contiene informazioni ricavate automaticamente dalle voci biografiche con l'ausilio del template Bio e di un bot. L'aggiornamento è periodico e automatico e ricostruisce completamente la pagina. Se manca una persona in questa lista, sei pregato di non aggiungerla, ma accertati piuttosto che la sua voce biografica contenga il template Bio e che i dati anagrafici siano correttamente compilati. Se il template Bio manca, inseriscilo tu stesso o, in alternativa, metti l'avviso {{tmp\|Bio}} che ne segnala la mancanza. Se i dati riportati sono sbagliati, correggi direttamente la voce biografica; le modifiche saranno visibili in questa lista entro pochi giorni. Per chiarimenti vedi il progetto biografie. La lista contiene solo le 437 persone che sono citate nell'enciclopedia e per le quali è stato implementato correttamente il template Bio. Pagina aggiornata al 13 ago 2025. |

## IV secolo(1)
- 336 - Fantino il Vecchio, santo romano (n. 294)

## VIII secolo(1)
- 759 - Oswulf di Northumbria, sovrano

## X secolo(1)
- 918 - Gung Ye, sovrano coreano

## XI secolo(2)
- 1015 - Boris e Gleb, russo
- 1019 - Svjatopolk I di Kiev, principe

## XII secolo(3)
- 1115 - Matilde di Canossa, nobildonna italiana (n. 1046)
- 1129 - Shirakawa, imperatore giapponese (n. 1053)
- 1198 - Bertoldo di Hannover, abate e vescovo cattolico tedesco

## XIII secolo(5)
- 1224 - Cristina l'Ammirabile, mistica belga (n. 1150)
- 1240 - Corrado di Turingia, nobile tedesco (n. 1206)
- 1250 - Guglielmo I da Camposampiero, politico italiano
- 1268 - Martino da Parma, vescovo cattolico italiano
- 1292 - Kinga di Polonia, religiosa e santa ungherese (n. 1224)

## XIV secolo(2)
- 1328 - Isabella di Castiglia, sovrana spagnola (n. 1283)
- 1345 - Jacob van Artevelde, politico fiammingo (n. 1290)

## XV secolo(9)
- 1406 - Carlo Cavalcabò, politico italiano
- 1445 - Cencio Rustici, umanista italiano
- 1446 - Giovanni Tavelli, vescovo cattolico italiano (n. 1386)
- 1460 - Geminiano Inghirami, religioso e umanista italiano (n. 1370)
- 1460 - Arcangelo da Calatafimi, presbitero e religioso italiano (n. 1390)
- 1462 - Cristoforo da Tolentino, nobile e condottiero italiano
- 1478 - Giovanni Battista Mellini, cardinale e vescovo cattolico italiano (n. 1405)
- 1494 - Antonio dell'Aquila, religioso italiano
- 1497 - Bartolommeo Scala, storico, letterato e politico italiano (n. 1430)

## XVI secolo(8)
- 1503 - Ludovica di Savoia (n. 1462)
- 1523 - Adrien Gouffier de Boissy, cardinale e vescovo cattolico francese (n. 1479)
- 1524 - Marco Corner, cardinale e patriarca cattolico italiano (n. 1482)
- 1528 - Belisario Acquaviva, condottiero italiano (n. 1464)
- 1559 - Giovanni Antonio Muratori, francescano italiano
- 1563 - Giovan Battista Gelli, filosofo e scrittore italiano (n. 1498)
- 1568 - Don Carlos, principe spagnolo (n. 1545)
- 1594 - John Boste, presbitero inglese (n. 1544)

## XVII secolo(15)
- 1605 - Oda Hidenobu, militare giapponese (n. 1580)
- 1605 - Matteo Zane, politico, diplomatico e patriarca cattolico italiano (n. 1545)
- 1607 - Alessandro Pieroni, architetto e pittore italiano (n. 1550)
- 1612 - Ottavio Mirto Frangipani, arcivescovo cattolico italiano (n. 1544)
- 1619 - Nabeshima Naoshige, militare giapponese (n. 1537)
- 1635 - Hans Ulrich von Schaffgotsch, generale boemo (n. 1595)
- 1641 - Gianfrancesco Guidi di Bagno, cardinale italiano (n. 1578)
- 1655 - Friedrich von Logau, poeta tedesco (n. 1605)
- 1659 - Matteo Sacchetti, I marchese di Castel Rigattini, nobile italiano (n. 1593)
- 1660 - Jean Boulanger, pittore francese (n. 1606)
- 1674 - Giuseppe Zongo Ondedei, vescovo cattolico italiano (n. 1608)
- 1677 - Ignazio Andrea I Akhidjan, patriarca cattolico siriano (n. 1622)
- 1681 - Agaf'ja Semënovna Grušeckaja (n. 1663)
- 1683 - Marco Gallio, cardinale e vescovo cattolico italiano (n. 1619)
- 1690 - Cristoforo di Santa Caterina, presbitero spagnolo (n. 1638)

## XVIII secolo(22)
- 1701 - Jacob Gillig, pittore olandese
- 1704 - Francesco De Lemene, librettista italiano (n. 1634)
- 1705 - Philip Sidney, V conte di Leicester, nobile inglese (n. 1676)
- 1722 - Ippolita Maria di Monaco, religiosa monegasca (n. 1644)
- 1734 - Giuseppe Felice, pittore italiano (n. 1656)
- 1735 - Francesco Gaetano Gonzaga, nobile italiano (n. 1673)
- 1739 - Domenico Antonio Donbattista, presbitero italiano (n. 1671)
- 1739 - Benedetto Marcello, compositore, poeta e scrittore italiano (n. 1686)
- 1746 - Girolamo Crispi, arcivescovo cattolico italiano (n. 1667)
- 1747 - Kaspar Ignaz von Künigl, nobile e vescovo cattolico austriaco (n. 1671)
- 1756 - George Vertue, incisore e antiquario inglese (n. 1684)
- 1761 - Luigi Gualterio, cardinale e arcivescovo cattolico italiano (n. 1706)
- 1766 - Filippo Acciaiuoli, cardinale italiano (n. 1700)
- 1768 - Guglielmo Enrico di Nassau-Saarbrücken, principe (n. 1718)
- 1774 - Georgiana Fox, I baronessa di Holland, nobildonna inglese (n. 1723)
- 1774 - Étienne-René Potier de Gesvres, cardinale e vescovo cattolico francese (n. 1697)
- 1774 - Johann George Schmidt, architetto e ebanista tedesco (n. 1707)
- 1776 - Giovanni Antonio Lecchi, gesuita e matematico italiano (n. 1702)
- 1781 - Étienne Aubry, pittore francese (n. 1745)
- 1781 - Ubaldo Gandolfi, pittore italiano (n. 1728)
- 1782 - Felicita Sartori, miniaturista e pittrice italiana (n. 1713)
- 1783 - Teodoro Benedetti, scultore e architetto italiano (n. 1697)

## XIX secolo(47)
- 1802 - Joseph Ducreux, pittore francese (n. 1735)
- 1804 - Martin Knoller, pittore e docente austriaco (n. 1725)
- 1809 - Johann Gottfried Eckard, pianista e compositore tedesco (n. 1735)
- 1812 - Joseph Schuster, compositore tedesco (n. 1748)
- 1812 - Louis Thomas Villaret de Joyeuse, ammiraglio francese (n. 1747)
- 1818 - Maria Cira Destro, religiosa e mistica italiana (n. 1782)
- 1821 - Johann Timotheus Hermes, scrittore tedesco (n. 1738)
- 1823 - Denis Pack, generale britannico (n. 1775)
- 1824 - Francesco Ceracchini, compositore e organista italiano (n. 1768)
- 1828 - Félix María Calleja del Rey, militare spagnolo (n. 1753)
- 1828 - Celeste Coltellini, soprano italiano (n. 1760)
- 1828 - Antonio Maria De Luca, patriota e presbitero italiano (n. 1764)
- 1831 - Rodolfo Giovanni d'Asburgo-Lorena, cardinale e arcivescovo cattolico austriaco (n. 1788)
- 1832 - Henry Dillon, XIII visconte Dillon, politico e scrittore irlandese (n. 1777)
- 1833 - Lorenzo Girolamo Mattei, cardinale, patriarca cattolico e nobile italiano (n. 1748)
- 1834 - Georges-Pierre-Paul-Joseph Chaix, pittore francese (n. 1784)
- 1835 - Jacques Claude Beugnot, politico francese (n. 1761)
- 1836 - Armand Carrel, scrittore e giornalista francese (n. 1800)
- 1837 - Robert Cocking, pittore e inventore britannico (n. 1776)
- 1837 - Charles Howard Hodges, pittore e incisore inglese (n. 1764)
- 1838 - Frédéric Cuvier, zoologo francese (n. 1773)
- 1843 - Elena Andreevna Fadeeva Hahn, scrittrice russa (n. 1814)
- 1844 - Mosè Borsani, violinista e direttore d'orchestra italiano (n. 1770)
- 1845 - Agostino Fantastici, architetto e scenografo italiano (n. 1782)
- 1846 - Joseph Eybler, compositore austriaco (n. 1765)
- 1851 - Gioachino Bellone, burattinaio italiano (n. 1776)
- 1852 - Mario Musumeci, architetto italiano (n. 1778)
- 1854 - Modestino di Gesù e Maria, presbitero italiano (n. 1802)
- 1856 - August Wilhelm Henschel, medico, botanico e storico della scienza tedesco (n. 1790)
- 1859 - Caroline von Holnstein, nobildonna tedesca (n. 1815)
- 1861 - Paolo Carlo Turati, politico italiano (n. 1808)
- 1862 - Martin Van Buren, politico statunitense (n. 1782)
- 1863 - Padre Davide da Bergamo, religioso, organista e compositore italiano (n. 1791)
- 1874 - James F. Reed, imprenditore irlandese (n. 1800)
- 1875 - Athanase Josué Coquerel, teologo francese (n. 1820)
- 1877 - Christophe Michel Roguet, generale e politico francese (n. 1800)
- 1879 - Jean Louis Auguste Commerson, aforista, drammaturgo e giornalista francese (n. 1802)
- 1882 - Carlo Mayr, avvocato e politico italiano (n. 1810)
- 1883 - Francesco Trissino, scrittore e letterato italiano (n. 1809)
- 1883 - Matthew Webb, britannico (n. 1848)
- 1887 - Adriano Mari, politico italiano (n. 1813)
- 1891 - Charles Lullier, militare francese (n. 1838)
- 1891 - Hermann Raster, politico, giornalista e editore tedesco (n. 1827)
- 1894 - Luigi La Porta, patriota, politico e militare italiano (n. 1830)
- 1897 - Lafayette McLaws, generale statunitense (n. 1821)
- 1899 - Charles Longueville, pittore e incisore francese (n. 1829)
- 1900 - Attilio Sarfatti, poeta e storico italiano (n. 1863)

## XX secolo(211)
- 1901 - Khwaja Ghulam Farid, scrittore indiano (n. 1845)
- 1902 - Luigi Frati, bibliotecario italiano (n. 1815)
- 1904 - Laura Bon, attrice teatrale italiana (n. 1825)
- 1905 - Adolf Cluss, architetto tedesco (n. 1825)
- 1905 - Francesco Mancini, pittore italiano (n. 1830)
- 1905 - Federigo Pizzuti, militare italiano (n. 1828)
- 1907 - Luigi Fabron, pittore italiano (n. 1855)
- 1907 - Maximiano Fernández del Rincón y Soto Dávila, vescovo cattolico spagnolo (n. 1835)
- 1908 - Walter Leistikow, pittore tedesco (n. 1865)
- 1910 - Archip Ivanovič Kuindži, pittore russo (n. 1842)
- 1910 - Costantino Maes, bibliotecario e pubblicista italiano (n. 1839)
- 1912 - Emma Cons, pedagoga e impresaria teatrale britannica (n. 1838)
- 1913 - William Bellairs, militare e politico britannico (n. 1828)
- 1914 - Giuseppe Cadenazzi, avvocato e politico italiano (n. 1840)
- 1914 - Adolf Martens, ingegnere e inventore tedesco (n. 1850)
- 1915 - Gavino Contini, poeta italiano (n. 1855)
- 1915 - Vincenzo Madonia, militare italiano (n. 1891)
- 1915 - Decio Raggi, militare italiano (n. 1884)
- 1915 - Tommaso Villa, avvocato e politico italiano (n. 1832)
- 1916 - Giulio Marvardi, pittore italiano (n. 1832)
- 1917 - Ernst Bassermann, politico tedesco (n. 1854)
- 1920 - Adeodato Bonasi, politico e giurista italiano (n. 1838)
- 1920 - Ludwig Ganghofer, scrittore, drammaturgo e editore tedesco (n. 1855)
- 1920 - Yusuf al-'Azma, militare arabo (n. 1884)
- 1921 - Cyrus Scofield, teologo, saggista e pastore protestante statunitense (n. 1843)
- 1921 - Fëdor Andreevič Sergeev, rivoluzionario e politico russo (n. 1883)
- 1922 - Saint-George Ashe, canottiere britannico (n. 1871)
- 1923 - Alfred Shelton, calciatore, allenatore di calcio e dirigente sportivo inglese (n. 1865)
- 1927 - Ryūnosuke Akutagawa, scrittore e poeta giapponese (n. 1892)
- 1927 - Venkata Rao III, principe indiano (n. 1892)
- 1930 - Šatrijos Ragana, scrittrice, educatrice e umanista lituana (n. 1877)
- 1930 - Nicola Spada, politico italiano (n. 1851)
- 1930 - Bajo Topulli, patriota e insegnante albanese (n. 1868)
- 1933 - Max von Schillings, compositore e direttore d'orchestra tedesco (n. 1868)
- 1934 - Luigi Bay, patriota e militare italiano (n. 1845)
- 1934 - Hans Hahn, matematico austriaco (n. 1879)
- 1934 - Giacomo Lombardi, missionario italiano (n. 1862)
- 1936 - Émile Hergault, generale francese (n. 1869)
- 1936 - Miguel Núñez de Prado, generale spagnolo (n. 1882)
- 1936 - Mercedes Prat, religiosa spagnola (n. 1880)
- 1936 - Onésimo Redondo Ortega, politico spagnolo (n. 1905)
- 1937 - Pietro Magri, religioso e organista italiano (n. 1873)
- 1937 - Frederick Sullivan, attore e regista inglese (n. 1872)
- 1941 - Johannes Hermannus Berends, vescovo vetero-cattolico olandese (n. 1868)
- 1941 - Cesare Oddone, ingegnere e politico italiano (n. 1865)
- 1941 - Rudolf Ramek, politico austriaco (n. 1881)
- 1941 - Giuseppe Tetamo, poeta e scrittore italiano (n. 1885)
- 1943 - Alfredo Petrillo, avvocato, giornalista e politico italiano (n. 1872)
- 1943 - Virgilio Pongiluppi, militare e aviatore italiano (n. 1911)
- 1943 - Erminio Sommaruga, militare italiano (n. 1893)
- 1944 - Bortolo Belotti, politico, storico e giurista italiano (n. 1877)
- 1944 - Carlo Croce, militare e partigiano italiano (n. 1892)
- 1945 - Varrone Ducci, politico italiano (n. 1898)
- 1945 - Rosina Storchio, soprano italiano (n. 1872)
- 1946 - Charles Wellesley, attore irlandese (n. 1873)
- 1948 - Umberto Moricca, latinista italiano (n. 1888)
- 1948 - Penčo Zlatev, generale e politico bulgaro (n. 1883)
- 1949 - Nils Östensson, fondista e sciatore di pattuglia militare svedese (n. 1918)
- 1950 - Basilio Cascella, pittore italiano (n. 1860)
- 1950 - Paolo Maroni, ammiraglio italiano (n. 1884)
- 1951 - Eugen Bönsch, aviatore austro-ungarico (n. 1897)
- 1951 - Paddy Moore, calciatore e allenatore di calcio irlandese (n. 1909)
- 1952 - Richard Johansson, pattinatore artistico su ghiaccio svedese (n. 1882)
- 1954 - Mary Church Terrell, attivista e giornalista statunitense (n. 1863)
- 1954 - Effie Shannon, attrice statunitense (n. 1867)
- 1955 - Theodore Sherman Palmer, zoologo e naturalista statunitense (n. 1868)
- 1955 - Sandro Salvini, attore e direttore del doppiaggio italiano (n. 1890)
- 1955 - Roland Weitzenböck, matematico austriaco (n. 1885)
- 1955 - Emmanuel de Martonne, geografo francese (n. 1873)
- 1957 - Sacha Guitry, attore, regista e sceneggiatore francese (n. 1885)
- 1958 - Mabel Ballin, attrice statunitense (n. 1887)
- 1958 - Til Brugman, poetessa e scrittrice olandese (n. 1888)
- 1959 - Mihail Lascăr, generale e politico rumeno (n. 1889)
- 1960 - Hans Albers, attore e cantante tedesco (n. 1891)
- 1960 - Louie Cullen, attivista britannica (n. 1876)
- 1960 - Jacques Jaccard, regista, sceneggiatore e attore statunitense (n. 1886)
- 1960 - John Lindroth, ginnasta finlandese (n. 1883)
- 1961 - Felicetto Giuliante, scultore italiano (n. 1885)
- 1961 - Giovanni Oreste Villa, partigiano e politico italiano (n. 1903)
- 1962 - Victor Bourgeois, architetto e urbanista belga (n. 1897)
- 1962 - Kini Kapahu Wilson, ballerina, musicista e cantante statunitense (n. 1872)
- 1963 - Girolamo Moretti, francescano italiano (n. 1879)
- 1963 - Marino Parenti, bibliografo, saggista e pittore italiano (n. 1900)
- 1964 - David Andersen, calciatore norvegese (n. 1894)
- 1964 - Arthur Findlay, saggista e magistrato britannico (n. 1883)
- 1964 - Erwin Finlay-Freundlich, astronomo tedesco (n. 1885)
- 1964 - Victoria Forde, attrice statunitense (n. 1896)
- 1964 - Giorgio Treves de' Bonfili, calciatore, allenatore di calcio e dirigente sportivo italiano (n. 1884)
- 1965 - Constance Bennett, attrice statunitense (n. 1904)
- 1967 - Joseph-Léon Cardijn, cardinale e arcivescovo cattolico belga (n. 1882)
- 1967 - Ernestas Galvanauskas, politico lituano (n. 1882)
- 1967 - Pietro Pressinotti, politico italiano (n. 1906)
- 1967 - Thomas Tien Ken-sin, cardinale e arcivescovo cattolico cinese (n. 1890)
- 1968 - Friedrich-August Schack, generale tedesco (n. 1892)
- 1968 - Hans Welker, calciatore tedesco (n. 1907)
- 1969 - Witold Gombrowicz, scrittore polacco (n. 1904)
- 1969 - Giovanni Magrassi, politico e avvocato italiano (n. 1891)
- 1969 - Wilhelm Trautmann, calciatore tedesco (n. 1888)
- 1970 - Pietro Lombari, politico italiano (n. 1902)
- 1970 - Pёtr Repnin, attore sovietico (n. 1894)
- 1971 - Christl Mardayn, soprano e attrice austriaca (n. 1896)
- 1972 - John Fuhrer, triplista e allenatore di football americano statunitense (n. 1880)
- 1972 - Gino Gatta, partigiano e politico italiano (n. 1909)
- 1972 - Florian Grzechowiak, cestista e allenatore di pallacanestro polacco (n. 1914)
- 1972 - Lance Reventlow, pilota automobilistico statunitense (n. 1936)
- 1973 - Julián Acuña Galé, botanico cubano (n. 1900)
- 1973 - Hans Appel, calciatore tedesco (n. 1911)
- 1973 - Aurelian Bilgeri, missionario e vescovo cattolico tedesco (n. 1909)
- 1973 - Konstantinos Dovas, generale greco (n. 1898)
- 1974 - James Chadwick, fisico britannico (n. 1891)
- 1975 - Frithjof Andersen, lottatore norvegese (n. 1893)
- 1975 - Barbara Colby, attrice statunitense (n. 1939)
- 1975 - Nicolas Rossolimo, scacchista statunitense (n. 1910)
- 1975 - Francesco Paolo Vicari, militare italiano (n. 1925)
- 1976 - Afro Basaldella, pittore italiano (n. 1912)
- 1976 - Julius August Döpfner, cardinale e arcivescovo cattolico tedesco (n. 1913)
- 1976 - Leo Shuken, compositore statunitense (n. 1906)
- 1977 - Emil Botta, attore e poeta rumeno (n. 1911)
- 1978 - Danielle Collobert, scrittrice francese (n. 1940)
- 1978 - Christophe Didier, ciclista su strada lussemburghese (n. 1915)
- 1978 - Michele Riccardini, attore italiano (n. 1910)
- 1978 - Yoshiko Sugino, educatrice e stilista giapponese (n. 1892)
- 1979 - Giuseppe D'Avack, arcivescovo cattolico e scrittore italiano (n. 1899)
- 1979 - Archie Duncan, attore scozzese (n. 1914)
- 1979 - Albert Hersoy, ginnasta francese (n. 1895)
- 1979 - Edwin Lanham, sceneggiatore e scrittore statunitense (n. 1904)
- 1979 - Antonín Moudrý, calciatore cecoslovacco (n. 1905)
- 1979 - Edward Stachura, poeta, scrittore e cantautore polacco (n. 1937)
- 1980 - Davis Grubb, scrittore statunitense (n. 1919)
- 1980 - Uttam Kumar, attore, regista e produttore cinematografico indiano (n. 1926)
- 1980 - Ubaldo Lopardi, politico italiano (n. 1913)
- 1980 - Francesco Morando, calciatore italiano (n. 1897)
- 1980 - Peter Sellers, attore, sceneggiatore e regista britannico (n. 1925)
- 1981 - Greta Almroth, attrice svedese (n. 1888)
- 1981 - Ian Watson, cestista australiano (n. 1949)
- 1982 - Francesco Compagna, politico italiano (n. 1921)
- 1982 - Florence Henri, fotografa, pittrice e compositrice (n. 1893)
- 1982 - Takeshi Katō, ginnasta giapponese (n. 1942)
- 1982 - Arnold Pihlak, calciatore estone (n. 1902)
- 1983 - Nicolaus von Below, aviatore tedesco (n. 1907)
- 1983 - Francis Xavier Sanguon Souvannasri, vescovo cattolico thailandese (n. 1909)
- 1984 - Augusto Parboni, calciatore italiano (n. 1900)
- 1984 - Carlos Vásquez, cestista peruviano (n. 1942)
- 1985 - José Bódalo, attore spagnolo (n. 1916)
- 1985 - Riccardo Gefter Wondrich, avvocato e politico italiano (n. 1901)
- 1985 - Alice D.G. Miller, sceneggiatrice statunitense (n. 1894)
- 1985 - Ezechiele Ramin, presbitero e religioso italiano (n. 1953)
- 1985 - Antonio Salvarezza, tenore italiano (n. 1902)
- 1986 - George Howe, attore britannico (n. 1900)
- 1986 - Willy Kaiser, pugile tedesco (n. 1912)
- 1986 - Fritz Albert Lipmann, biochimico tedesco (n. 1899)
- 1986 - Fernand Pouillon, architetto francese (n. 1912)
- 1986 - Yoshiyuki Tsuruta, nuotatore giapponese (n. 1903)
- 1987 - Renato Tiriticco, calciatore italiano (n. 1924)
- 1988 - Ilona Elek, schermitrice ungherese (n. 1907)
- 1988 - Michel Villey, filosofo e storico francese (n. 1914)
- 1989 - Marco Acerbi, ostacolista italiano (n. 1949)
- 1989 - Walter Dick, calciatore scozzese (n. 1905)
- 1989 - Cecilia Hansen, violinista russa (n. 1897)
- 1989 - Ernest Morrison, attore statunitense (n. 1912)
- 1989 - Mark Morrisroe, fotografo e performance artist statunitense (n. 1959)
- 1989 - Bob Mullens, cestista statunitense (n. 1922)
- 1989 - Helmut Schubert, calciatore tedesco (n. 1916)
- 1990 - Giuseppe Ciribini, ingegnere italiano (n. 1913)
- 1990 - Alan Clarke, regista britannico (n. 1935)
- 1990 - Coen Dillen, calciatore olandese (n. 1926)
- 1990 - Pasquale Fornara, ciclista su strada italiano (n. 1925)
- 1990 - Arno Arthur Wachmann, astronomo tedesco (n. 1902)
- 1991 - Tullio Mobiglia, sassofonista e violinista italiano (n. 1911)
- 1991 - Luigi Gerardo Napolitano, ingegnere italiano (n. 1928)
- 1991 - Arrigo Paladini, partigiano italiano (n. 1921)
- 1991 - Philip Rastelli, mafioso statunitense (n. 1918)
- 1991 - Isaac Bashevis Singer, scrittore e traduttore polacco (n. 1903)
- 1992 - Gavriil Abramovič Ilizarov, medico sovietico (n. 1921)
- 1992 - Pietro Magni, calciatore e allenatore di calcio italiano (n. 1919)
- 1993 - Erik Jansson, ciclista su strada svedese (n. 1907)
- 1993 - Viktor Pankraškin, cestista sovietico (n. 1957)
- 1994 - Turan Amirsoleimani, nobildonna persiana (n. 1905)
- 1994 - Alceste Angelini, poeta e traduttore italiano (n. 1920)
- 1994 - Dante Carnevale, militare italiano (n. 1913)
- 1994 - Mario Girolamo Fracastoro, astronomo e fisico italiano (n. 1914)
- 1994 - Utaro Hashimoto, giocatore di go giapponese (n. 1907)
- 1994 - Anton Salvesen, slittinista norvegese (n. 1927)
- 1994 - Robert Wangila, pugile keniota (n. 1966)
- 1995 - Pier Giuseppe Cevese, chirurgo italiano (n. 1914)
- 1995 - Hans Wind, militare e aviatore finlandese (n. 1919)
- 1995 - Edith Alice Müller, matematica e astronoma spagnola (n. 1918)
- 1995 - George Rodger, fotoreporter inglese (n. 1908)
- 1996 - Elda Bossi, scrittrice, poetessa e traduttrice italiana (n. 1901)
- 1996 - Virginia Christine, attrice statunitense (n. 1920)
- 1996 - E. Lloyd Du Brul, anatomista statunitense (n. 1909)
- 1996 - Nacho Martínez, attore spagnolo (n. 1952)
- 1996 - Rodolfo Tambroni Armaroli, politico italiano (n. 1927)
- 1996 - Jock Wallace, allenatore di calcio e calciatore britannico (n. 1935)
- 1997 - William Brennan, giudice statunitense (n. 1906)
- 1997 - Ignazio Caruso, politico italiano (n. 1916)
- 1997 - Brian Glover, attore, wrestler e insegnante britannico (n. 1934)
- 1997 - Saw Maung, generale e politico birmano (n. 1928)
- 1997 - Frank Parker, tennista statunitense (n. 1916)
- 1998 - Alta Allen, attrice statunitense (n. 1904)
- 1998 - Tazio Secchiaroli, fotografo italiano (n. 1925)
- 1999 - Walter Barfuss, bobbista tedesco (n. 1955)
- 1999 - Jean Dewasne, pittore francese (n. 1921)
- 1999 - Dino Martin, cestista e allenatore di pallacanestro statunitense (n. 1920)
- 1999 - Henk Pellikaan, calciatore olandese (n. 1910)
- 1999 - Lê Quang Đạo, generale e politico vietnamita (n. 1921)
- 2000 - Diego Are, filosofo e scrittore italiano (n. 1914)
- 2000 - Anatolij Firsov, hockeista su ghiaccio sovietico (n. 1941)
- 2000 - Jim Kremer, calciatore lussemburghese (n. 1918)
- 2000 - Oscar Shumsky, violinista statunitense (n. 1917)
- 2000 - George Wood, attore statunitense (n. 1919)

## XXI secolo(110)
- 2001 - Enzo De Toma, attore italiano (n. 1932)
- 2002 - Maurice Denham, attore britannico (n. 1909)
- 2002 - Mustafa Mansour, calciatore egiziano (n. 1914)
- 2002 - Kamel Mosaoud, calciatore egiziano (n. 1914)
- 2003 - David Grazioso, pittore italiano (n. 1921)
- 2003 - Elio Letari, calciatore italiano (n. 1934)
- 2003 - Giuseppe Edoardo Sansone, filologo italiano (n. 1925)
- 2004 - Bob Azzam, cantante egiziano (n. 1925)
- 2004 - Cotton Fitzsimmons, allenatore di pallacanestro statunitense (n. 1931)
- 2004 - János Harmatta, linguista ungherese (n. 1917)
- 2005 - Enzo Del Forno, cantante italiano (n. 1936)
- 2005 - Tullia Magrini, etnomusicologa e antropologa italiana (n. 1950)
- 2005 - Richard Doll, medico, epidemiologo e fisiologo britannico (n. 1912)
- 2006 - Lalka Berberova, canottiera bulgara (n. 1965)
- 2007 - Giorgio Anglesio, schermidore italiano (n. 1922)
- 2007 - Albert Ellis, psicologo statunitense (n. 1913)
- 2007 - Chaney Kley, attore statunitense (n. 1972)
- 2007 - Hubert Patrick O'Connor, vescovo cattolico canadese (n. 1928)
- 2007 - Raimundo Pérez Lezama, calciatore spagnolo (n. 1922)
- 2007 - Nicola Zaccaria, basso greco (n. 1923)
- 2008 - Norman Dello Joio, compositore e pianista statunitense (n. 1913)
- 2009 - José Carlos da Costa Araújo, calciatore brasiliano (n. 1962)
- 2009 - Omar Dani, generale indonesiano (n. 1924)
- 2009 - Angela Dellepiane, danzatrice e coreografa italiana (n. 1954)
- 2010 - Theo Albrecht, imprenditore tedesco (n. 1922)
- 2010 - John Callahan, fumettista statunitense (n. 1951)
- 2010 - Luigi De Marchi, psicologo e saggista italiano (n. 1927)
- 2010 - Raoul Grassilli, attore italiano (n. 1924)
- 2010 - Alex Higgins, giocatore di snooker britannico (n. 1949)
- 2010 - Mia Oremović, attrice croata (n. 1918)
- 2010 - Paolo Spalla, scultore e orafo italiano (n. 1935)
- 2010 - Igor' Talankin, regista e sceneggiatore russo (n. 1927)
- 2011 - Janusz Gniatkowski, cantante polacco (n. 1928)
- 2011 - Armando Marra, attore, regista e cantante italiano (n. 1936)
- 2011 - Virgilio Noè, cardinale e arcivescovo cattolico italiano (n. 1922)
- 2011 - Dan Peek, cantante e musicista statunitense (n. 1950)
- 2011 - David Servan-Schreiber, psichiatra e giornalista francese (n. 1961)
- 2011 - G.D. Spradlin, attore e regista statunitense (n. 1920)
- 2011 - John Turner, psicologo britannico (n. 1947)
- 2011 - Jane White, attrice statunitense (n. 1922)
- 2012 - John Atta Mills, politico ghanese (n. 1944)
- 2012 - Chad Everett, attore statunitense (n. 1937)
- 2012 - Sherman Hemsley, attore e personaggio televisivo statunitense (n. 1938)
- 2012 - Paolo Licini, politico italiano (n. 1926)
- 2012 - Hernán Raffo, cestista cileno (n. 1929)
- 2012 - Juris Reneslācis, cestista e allenatore di pallacanestro lettone (n. 1925)
- 2012 - Alberto Tridente, politico e sindacalista italiano (n. 1932)
- 2012 - Jorge Silva Vieira, calciatore e allenatore di calcio brasiliano (n. 1934)
- 2013 - Rino Crivelli, pittore, scultore e scrittore italiano (n. 1924)
- 2013 - Arne Eriksen, calciatore norvegese (n. 1918)
- 2013 - Virginia E. Johnson, sessuologa statunitense (n. 1925)
- 2013 - Nikos Mamangakis, compositore greco (n. 1929)
- 2013 - Livio Roncoli, calciatore e allenatore di calcio italiano (n. 1931)
- 2014 - Sheik Umar Khan, virologo sierraleonese (n. 1975)
- 2014 - Dale Schlueter, cestista statunitense (n. 1945)
- 2014 - Laura Trossarelli, scrittrice italiana (n. 1932)
- 2016 - Heinz Bertschi, calciatore svizzero (n. 1939)
- 2016 - Marni Nixon, soprano, attrice e doppiatrice statunitense (n. 1930)
- 2016 - Gabriella Parca, giornalista e scrittrice italiana (n. 1926)
- 2017 - Hassan Bchara, lottatore libanese (n. 1945)
- 2017 - Giovanni Bianchi, politico italiano (n. 1939)
- 2017 - Carlo Grazioli, politico italiano (n. 1936)
- 2017 - Valerio Manfrini, politico italiano (n. 1925)
- 2017 - Sergej Petrosjan, sollevatore russo (n. 1988)
- 2017 - Udupi Ramachandra Rao, astrofisico indiano (n. 1932)
- 2018 - Vincenzo Silvano Casulli, astronomo italiano (n. 1944)
- 2018 - Mary Ellis, aviatrice britannica (n. 1917)
- 2018 - Delroy Scott, calciatore giamaicano (n. 1947)
- 2019 - Giuseppe Averardi, giornalista e politico italiano (n. 1928)
- 2019 - Ingrid Boyeldieu, calciatrice francese (n. 1977)
- 2019 - Sammy Chapman, calciatore nordirlandese (n. 1938)
- 2019 - Sergio Di Giulio, attore, doppiatore e direttore del doppiaggio italiano (n. 1945)
- 2019 - Georg von Hohenberg, duca austriaco (n. 1929)
- 2019 - Gian Pietro Rossi, politico e imprenditore italiano (n. 1927)
- 2020 - Nina Aleksandrovna Andreeva, chimica e politica sovietica (n. 1938)
- 2020 - Maurizio Calvesi, saggista, storico dell'arte e funzionario italiano (n. 1927)
- 2020 - Roberto Draghetti, doppiatore e direttore del doppiaggio italiano (n. 1960)
- 2020 - Ben Jipcho, mezzofondista e siepista keniota (n. 1943)
- 2020 - Benjamin Mkapa, politico tanzaniano (n. 1938)
- 2020 - Bernard Mohlalisi, arcivescovo cattolico lesothiano (n. 1933)
- 2020 - Amala Shankar, ballerina e attrice indiana (n. 1919)
- 2021 - Rodney Alcala, serial killer statunitense (n. 1943)
- 2021 - Jackie Mason, comico, cantante e attore statunitense (n. 1928)
- 2022 - Janina Altman, chimica e scrittrice polacca (n. 1931)
- 2022 - Paolo Dall'Oro, calciatore italiano (n. 1956)
- 2022 - Joseph Dan, teologo e filosofo ungherese (n. 1935)
- 2022 - Vittorio De Scalzi, cantante, polistrumentista e compositore italiano (n. 1949)
- 2022 - József Pálinkás, allenatore di pallacanestro ungherese (n. 1951)
- 2022 - David Warner, attore britannico (n. 1941)
- 2022 - Franco Zucca, doppiatore, attore teatrale e direttore del doppiaggio italiano (n. 1952)
- 2023 - Leny Andrade, cantante e musicista brasiliana (n. 1943)
- 2023 - Marc Augé, antropologo, etnologo e scrittore francese (n. 1935)
- 2023 - Chris Bart-Williams, calciatore e allenatore di calcio inglese (n. 1974)
- 2023 - Trevor Francis, calciatore e allenatore di calcio inglese (n. 1954)
- 2023 - Bianca Gelli, politica e psicoterapeuta italiana (n. 1933)
- 2023 - Charles Misner, fisico statunitense (n. 1932)
- 2023 - Seiichi Morimura, scrittore giapponese (n. 1933)
- 2023 - Ronald L. Numbers, storico della scienza statunitense (n. 1942)
- 2023 - Otello Profazio, cantautore e cantastorie italiano (n. 1934)
- 2023 - Adrian Street, wrestler gallese (n. 1940)
- 2023 - Annamária Tóth, multiplista e velocista ungherese (n. 1945)
- 2023 - Marianna Vardinoyannis, filantropa e socialite greca (n. 1937)
- 2024 - Dario Baruffi, calciatore e allenatore di calcio italiano (n. 1938)
- 2024 - Hamzah Haz, politico indonesiano (n. 1940)
- 2025 - Julio César Cortés, allenatore di calcio e calciatore uruguaiano (n. 1941)
- 2025 - Sulochana Gadgil, meteorologa e oceanografa indiana (n. 1944)
- 2025 - Hulk Hogan, wrestler e attore statunitense (n. 1953)
- 2025 - Cleo Laine, cantante britannica (n. 1927)
- 2025 - Paolo Magistrini, cestista italiano (n. 1936)
- 2025 - Josef Černý, hockeista su ghiaccio ceco (n. 1939)